# Robert A. Heinlein
Œuvres principales
- Waldo
- Marionnettes humaines
- Double Étoile
- Étoiles, garde-à-vous !
- En terre étrangère

- Révolte sur la Lune

Robert Anson Heinlein [ˈɹɑbəɹt ˈænsən ˈhaɪnlaɪn],,, né le 7 juillet 1907 à Butler dans le Missouri et mort le 8 mai 1988 à Carmel-by-the-Sea en Californie, est un écrivain américain de science-fiction.
Parfois surnommé le « doyen des écrivains de science-fiction », il a écrit des ouvrages, parfois controversés, qui continuent d'influencer le genre de la science-fiction et plus généralement la culture moderne.
À la fin des années 1940, Heinlein devient l'un des premiers écrivains de science-fiction américains à sortir du pulp pour être publié dans des magazines grand public tels que The Saturday Evening Post. Ses écrits furent des succès d'édition pendant de nombreuses décennies. À ce titre, il fait partie, avec Isaac Asimov et Arthur C. Clarke, des « Trois Grands » (Big Three) auteurs de science-fiction de langue anglaise,.
Parmi ses œuvres les plus remarquables on peut citer Étoiles, garde-à-vous ! (Starship Troopers, 1959), En terre étrangère (Stranger in a Strange Land, 1961) et Révolte sur la Lune (The Moon Is a Harsh Mistress, 1966).

## Biographie

### Jeunesse et débuts

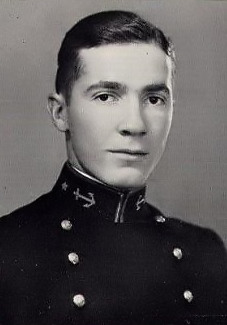
L'aspirant Heinlein en 1929, dans l'annuaire de l'Académie navale américaine.

Né dans une petite ville du Missouri, au cœur de l'Amérique rurale du début du XXe siècle, Robert Heinlein grandit au sein « du plus bigot des fondamentalismes[réf. souhaitée]  de la Bible Belt » (expression dont il se sert lui-même). Il s'en échappe intellectuellement dès 13 ans, âge auquel il lit Charles Darwin et devient essentiellement athée, cette conviction étant visible dans son œuvre.
Ses ancêtres à la sixième génération étaient d'origine allemande ; selon une tradition familiale, les Heinlein auraient participé à toutes les guerres des États-Unis depuis la guerre d'indépendance. Lui-même a eu une formation dans la marine et a cessé ses activités littéraires pendant qu'il participait à l'effort de guerre.
Après sa scolarité au lycée de Kansas City, où il a pour camarade Sally Rand et peut suivre des cours de Will Durant, il entre à l'Académie navale d'Annapolis, dont il sort diplômé en 1929. Il sert ensuite dans la Marine, d'abord à bord du porte-avions USS Lexington (CV-2), sous les ordres d'Ernest J. King, puis à bord du destroyer USS Roper (en) de la classe Wickes ; il atteint le grade de lieutenant, avant de devoir quitter l'armée à la suite d'une tuberculose en 1934 pour laquelle il est déclaré «totalement et définitivement inapte»,. Sa carrière militaire a une influence sur son œuvre.
Après son service, il étudie la physique pendant quelques semaines à l'université de Californie à Los Angeles (UCLA), puis exerce différentes professions (agent immobilier, propriétaire d'une mine d'argent, etc.) et se lance dans la politique en Californie dans le mouvement socialiste « End Poverty in California » (EPIC) d'Upton Sinclair, sans succès électoral.

### Carrière d'écrivain
Heinlein publie sa première nouvelle de science-fiction, Ligne de vie (Life Line) en août 1939. Il raconte que cette nouvelle avait été originellement écrite pour un concours doté d'un prix de cinquante dollars mais, la jugeant très bonne, il décide de la faire publier et John W. Campbell le rétribue de soixante-dix dollars pour sa parution dans le magazine Astounding Science Fiction.
Pendant les deux années qui suivent, il publie plusieurs nouvelles et en assure la cohérence en les inscrivant dans une « Histoire du futur » qu'il élabore pour décrire l'histoire de l'humanité de 1950 à 2600. La trame en est publiée pour la première fois dans le numéro de mai 1941 de la revue Astounding Science Fiction. La nouvelle Solution non satisfaisante est également publiée dans le même numéro de mai 1941 d'Astounding Science Fiction. Dans ce texte, Heinlein est l'un des premiers à aborder les conséquences géopolitiques des armes nucléaires, sujet qui l'obsède le reste de sa vie.

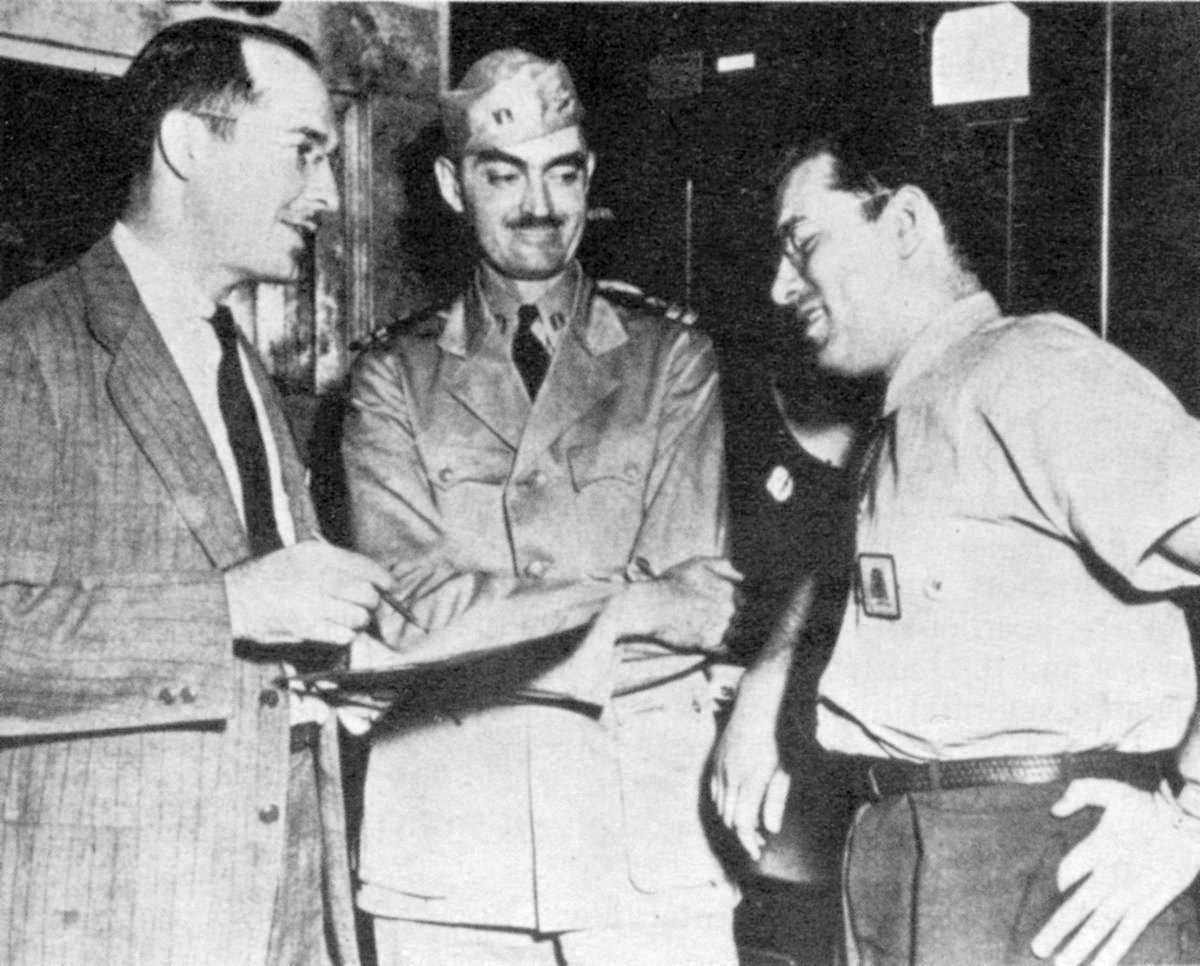
Robert Heinlein, L. Sprague de Camp et Isaac Asimov au Philadelphia Naval Shipyard (1944).

À l'entrée en guerre des États-Unis, Heinlein cesse toute activité littéraire et travaille comme ingénieur civil dans un laboratoire de la marine. Il y fait entrer Isaac Asimov et L. Sprague de Camp. Après la guerre, il a une brève période de militantisme actif en faveur d'un contrôle supranational des armes nucléaires, puis ne vit plus que de sa plume.
Plusieurs ouvrages posthumes ont été publiés : Grumbles From the Grave (1989, recueil de correspondance) Take Back Your Government (1992, d'après un manuel inédit de 1946), Tramp Royale (1992, journal d'un voyage autour du monde de 1954) et For Us The Living (2003, manuscrit « retrouvé » d'un premier roman de v. 1938). En 2006 est paru Variable Star, roman composé par Spider Robinson à partir d'un synopsis des années 1950, et curieusement cosigné par Spider Robinson et Robert Heinlein.

### Vie privée

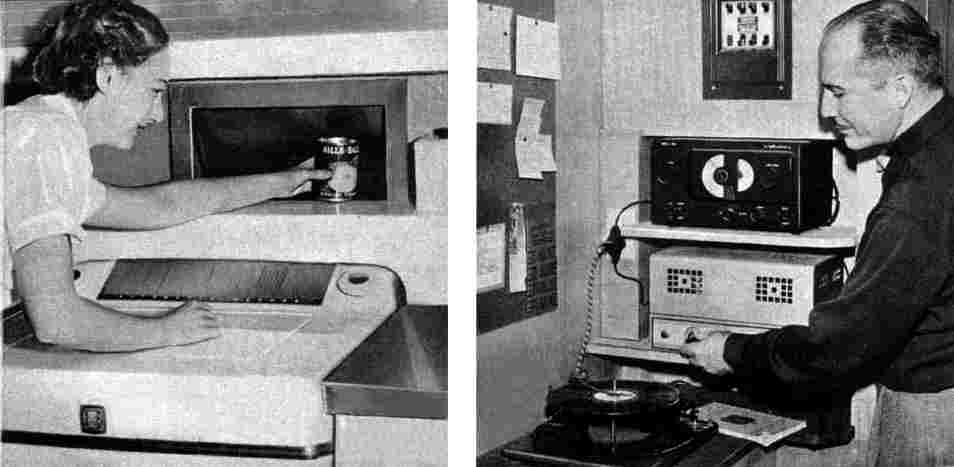
Robert et Virginia Heinlein dans un article de 1952 de Popular Mechanics, intitulé « Une maison pour rendre la vie facile ». Les Heinlein, tous deux ingénieurs, conçurent la maison pour eux-mêmes avec de nombreuses fonctionnalités innovantes.

Robert Heinlein a été marié trois fois : à Elinor Leah Curry (1929), à Leslyn McDonald (1932-1946) et à Virginia Gerstensfeld (1947-1988). Il n'a pas eu d'enfant.
Le cas de Virginia (« Ginny ») est particulier. D'abord une amie, elle resta la femme de Heinlein jusqu'à la mort de ce dernier. Il n'y a pas de doute qu'elle servit de modèle pour les héroïnes déterminées et indépendantes de Heinlein,. Chimiste, athlète accomplie, elle s'est occupée du test de fusées et avait dans la marine un grade supérieur à celui de son mari. Elle est morte en 2003, à 86 ans. Avec son mari, elle avait construit une « maison de l'avenir », dotée de toutes les innovations,. Asimov la rend aussi responsable du glissement de Heinlein vers la droite politique (les époux ont soutenu Barry Goldwater).
Grand voyageur, Heinlein fit plusieurs fois le tour du monde et visita plus de quatre-vingts pays sur les cinq continents, y compris l’URSS et la Chine communiste pendant la guerre froide.

### Prises de position publiques
Dans les années 1960, il est l'un des signataires d'un appel en faveur de la bombe atomique, sujet qui divisait alors la science-fiction américaine et qui lui vaut des critiques pour son « ambiguïté idéologique ».
Dans les années 1980, il a été l'un des piliers du « Conseil citoyen sur la politique spatiale» à l'origine de l’Initiative de défense stratégique du président Ronald Reagan.

## Œuvre
Robert Heinlein a publié 32 romans, 59 nouvelles et 16 recueils.

### Romans
- Sixième Colonne (Sixth Column / The Day after Tomorrow), 1941.
- Les Enfants de Mathusalem (Methuselah’s Children), 1941.
- L'Enfant de la science (Beyond this Horizon), 1942.
- Waldo, Le Bélial', coll. « Une heure-lumière » no 19, 2019 (Waldo), 1942
- Rocket Ship Galileo (roman jeunesse non traduit), 1947.
- La Patrouille de l'espace (Space Cadet), 1948.
- Pommiers dans le ciel (Satellite Scout / Farmer in the Sky), 1950.
- D'une planète à l'autre (Planet in Combat / Between Planets), 1951.
- La Planète rouge (Red Planet), 1951.
- Marionnettes humaines (The Puppet Masters), 1951 ; également paru sous le titre Les Maîtres du monde. Adapté au cinéma par Stuart Orme sous le titre Les Maîtres du monde (1994).
- The Rolling Stones (roman jeunesse non traduit), 1952.
- Starman Jones (roman jeunesse non traduit), 1953.
- Trois pas dans l'éternité (Assignement in eternity), 1953 (traduit dans la collection Le Masque SF no 35, 1976).
- L'Enfant tombé des étoiles (Star Lummox / The Star Beast, traduit auparavant sous le titre Transfuge d'outre-ciel), 1954.
- Destination Outreterres (Tunnel in the Sky), 1955. Roman jeunesse
- Double Étoile (Double Star), 1956.
- Une porte sur l'été (The Door into Summer), 1956.
- L'Âge des étoiles (Time for the Stars), 1956.
- Citoyen de la galaxie (Citizen of the Galaxy), 1957.
- Le Jeune Homme et l'Espace ou Le Vagabond de l'espace (Have Spacesuit, will travel), 1958.
- Étoiles, garde-à-vous ! (Starship Troopers), 1959. Adapté au cinéma par Paul Verhoeven sous le titre Starship Troopers (1997).
- En terre étrangère (Stranger in a Strange Land), 1961[f].
- Podkayne, fille de Mars (Podkayne of Mars), 1962.
- Route de la gloire (Glory Road), 1963.
- Les Orphelins du ciel (Orphans of the Sky), 1963.
- Révolte sur la Lune (The Moon is a Harsh Mistress), 1966.
- Le Ravin des ténèbres (I will fear no Evil), 1970.
- Time Enough for Love (non traduit, cycle du Monde comme mythe), 1973.
- The Number of the Beast (non traduit, cycle du Monde comme mythe, 1979.
- Vendredi (Friday), 1982.
- Job : Une comédie de justice (Job, a Comedy of Justice), 1984.
- Le Chat passe-muraille (The Cat who walks through Walls), 1985.
- Au-delà du crépuscule (To sail beyond the Sunset), 1987.
- The Pursuit of the Pankera, 2020 (roman posthume, version alternative du roman The Number of the Beast).

### Recueils originaux

#### L'Histoire du futur

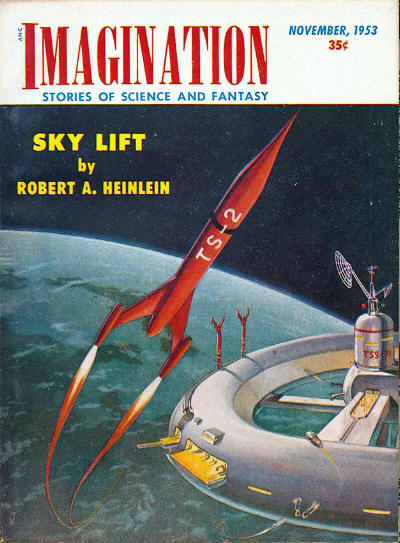
La nouvelle « Sky Lift » de Heinlein dans le magazine Imagination (1953).

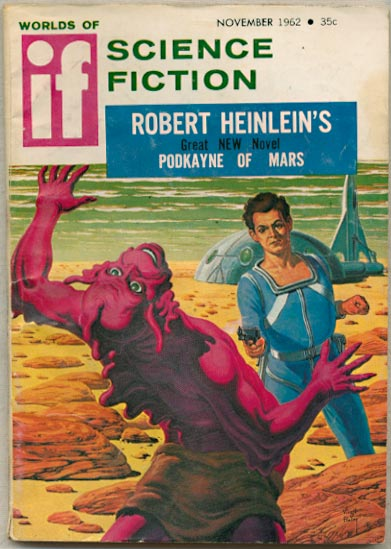
Le roman « Podkaine of Mars » de Heinlein publié par extraits dans le magazine If (1962). Couverture de Virgil Finlay.

L’Histoire du futur est un cycle de nouvelles et de romans rédigés par Heinlein principalement au début de sa carrière, entre 1939 et 1941 puis entre 1945 et 1950. Il y décrit un futur possible de l’humanité entre le milieu du XXe siècle et le début du XXIIIe siècle en traitant principalement de la conquête spatiale dont il tente d'échafauder un déroulement « réaliste ».
La liste suivante recense les nouvelles et récits traduits en français s'inscrivant dans l’Histoire du futur, regroupés suivant leur dernière édition :
- Histoire du futur, I : L'homme qui vendit la Lune (The Man Who Sold the Moon), 1950.
  - Ligne de vie (Life Line), 1939.
  - Que la lumière soit (Let There Be Light), 1940 (absente de l'édition originale définitive The Past Through Tomorrow de 1967 et de la récente édition Folio SF).
  - Les routes doivent rouler (The Roads Must Roll), 1940.
  - Il arrive que ça saute (Blowups Happen), 1940.
  - Dalila et l'Homme de l'espace (Delilah and the Space Rigger), 1949.
  - L'Homme qui vendit la Lune (The Man Who Sold the Moon), 1950.
- Histoire du futur, II : Les Vertes Collines de la Terre (The Green Hills of Earth), 1951.
  - Requiem (Requiem), 1940.
  - Nous promenons aussi les chiens (—We Also Walk Dogs), 1941.
  - La Logique de l'Empire (Logic of Empire), 1941.
  - Jockey de l'espace (Space Jockey), 1947.
  - Qu'il est bon de revenir ! (It’s Great to Be Back!), 1947 (traduit sous le titre C'est bon d'être de retour ! dans la récente édition Folio SF).
  - Les Vertes Collines de la Terre (The Green Hills of Earth), 1947.
  - Asseyez-vous, Messieurs (Gentlemen, Be Seated), 1948.
  - Vertige spatial (Ordeal in Space), 1948.
  - Les Puits noirs de la Lune (The Black Pits of Luna), 1948.
  - La Longue Veille (The Long Watch), 1949.
  - Coup de projecteur (Searchlight), 1962.
- Histoire du futur, III : Révolte en 2100 (Revolt in 2100), 1953.
  - L'Inadapté (Misfit), 1939.
  - La Réserve (Coventry), 1940.
  - Si ça arrivait (If This Goes On-), 1940 (traduit sous le titre Si ça continue... dans la récente édition Folio SF).
  - Oiseau de passage (The Menace from Earth), 1957.
- Histoire du futur, IV : Les Enfants de Mathusalem suivi de Les Orphelins du ciel
  - Les Enfants de Mathusalem (Methuselah's Children), 1941 (adapté en roman en 1958).
  - Les Orphelins du ciel (Orphans of the Sky) 1963 (fix-up composé de deux nouvelles publiées en 1941 : Universe et Common Sense).

#### Autres recueils
- Trois pas dans l'éternité (Assignement in Eternity), 1953 :
  - En quelque temps (Elsewhen), 1941.
  - Héritage perdu (en) (Lost Legacy), 1941.
  - Un homme (en) (Jerry was a Man), 1947.
  - Gulf (en) (Gulf), 1949, roman court non traduit, ne figurant donc pas dans le recueil français.

### Recueils en français
- Publications dans Le Livre d'or de la science-fiction : Robert Heinlein, 1981[21] :
  - Un self made man (By His Bootstraps), 1941.
  - Les Autres (They), 1941.
  - La Maison biscornue (—And He Built a Crooked House—), 1941.
  - L'Étrange Profession de Mr. Jonathan Hoag (The Unpleasant Profession of Jonathan Hoag), 1942.
  - L'Année du grand fiasco (The Year of The Jackpot), 1952.
- Publications dans Bifrost spécial Heinlein (no 57, 2010) :
  - Le Représentant en éléphants (The Man Who Travelled in Elephants), 1948.
  - Vous les zombies (All You Zombies), 1959.
- Publications dans Jackpots (ActuSF, 2011) :
  - Solution non satisfaisante (Solution Unsatisfactory), 1941.
  - La Création a pris huit jours (Goldfish Bowl), 1942.
  - Une année faste (The Year of the Jackpot), 1952.
  - Sous le poids des responsabilités (Sky Lift), 1953.

### Essais
- How To Be a Politician (Take Back Your Government, essai), 1946.
- Grandeur et misères de la science-fiction (Science Fiction, Its Nature, Faults and Virtues), 1957[22]

## Adaptations audiovisuelles
L’œuvre littéraire de Robert Heinlein a fait l'objet de nombreuses adaptations à l'écran.
En 1950, il participe à la création du film Destination… Lune !, réalisé par Irving Pichel et inspiré de la nouvelle Rocket Ship Galileo (en) publiée par Heinlein en 1947. Ce film exerça une influence profonde sur le cinéma de science-fiction par son accent sur le réalisme, notamment s'agissant des scènes de chute libre. Les effets spéciaux valurent un Oscar à Lee Zavitz.
De même, la série radio et télévisée Tom Corbett, Space Cadet, adaptée de son roman La Patrouille de l'espace publié en 1948, constitue l'un des premiers étalons du genre.
- Destination… Lune !, film d'Irving Pichel (1950), inspiré de Rocket Ship Galileo (en)
- Les Maîtres du monde, film de Stuart Orme (1995), inspiré de Marionnettes humaines
- Starship Troopers, de Paul Verhoeven (1997), inspiré de Étoiles, garde-à-vous !
- Tom Corbett, Space Cadet, série télévisée (et radiodiffusée), inspirée de La Patrouille de l'espace
- Prédestination film de Michael et Peter Spierig, inspirée de Vous les zombies

## Archives personnelles

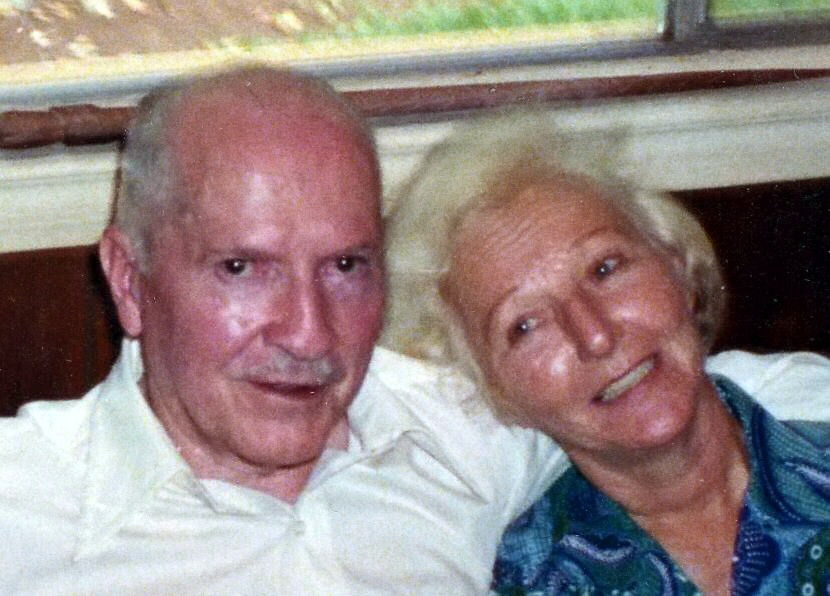
Robert A. Heinlein, avec Ginny Heinlein Robert et Ginny Heinlein à Tahiti, 1980.

La bibliothèque de l'université de Californie à Santa Cruz conserve les Robert A. and Virginia G. Heinlein papers, un fonds documentaire regroupant les archives professionnelles et personnelles de l'auteur, notamment des manuscrits de ses œuvres, des articles, des correspondances, des critiques de livres, des programmes télévisés et radiophoniques, des documents juridiques et financiers ou encore des illustrations et des photographies,,. L'ensemble des 112 références disponibles contient près de 106 000 pages (sur 200 000 à terme)[réf. souhaitée].

## Commentaires
Dans son roman Révolte sur la Lune, Robert Heinlein mentionne l'adage connu sous son acronyme « TANSTAAFL » pour « There Ain't No Such Thing As A Free Lunch ». Cet adage, utilisé par certains économistes dès les années 1940 sous la forme plus grammaticale « There Is No… », signifie qu'on n'a rien sans rien. Une traduction littérale dans le style populaire de l'expression originale serait : « Y'a pas de repas gratuit ».
La première traduction française de Révolte sur la Lune utilisait l'acronyme « URGESAT » (« Un repas gratuit est supérieur à tout »), ce qui est un contre-sens ; l'édition révisée utilise le terme « URGCNEP » (« Un repas gratuit, ça n'existe pas) ».

## Distinctions

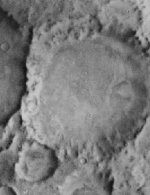
Le cratère Heinlein sur la planète Mars (Promethei Terra).

### Récompenses
Robert Heinlein reçoit quatre fois le prix Hugo du meilleur roman et, à titre posthume, trois prix Retro Hugo. Il reçoit également le premier prix Damon-Knight Memorial Grand Master.
- 1956 : prix Hugo du meilleur roman pour Double Étoile
- 1960 : prix Hugo du meilleur roman pour Étoiles, garde-à-vous !
- 1962 : prix Hugo du meilleur roman pour En terre étrangère
- 1967 : prix Hugo du meilleur roman pour Révolte sur la lune
- 1975 : prix Damon-Knight Memorial Grand Master
- 1977 : prix Inkpot
- 1985 : 
  - prix humanitaire Bob-Clampett
  - prix Locus du meilleur roman de fantasy pour Job : Une comédie de justice
- 1998 : temple de la renommée du Science Fiction Museum
- 2001 : 
  - prix Hugo rétrospectif du meilleur roman 1951 pour Pommiers dans le ciel
  - prix Hugo rétrospectif du meilleur roman court 1951 pour L'Homme qui vendit la lune
- 2016 :
  - prix Hugo rétrospectif du meilleur roman court 1941 pour Si ça arrivait
  - prix Hugo rétrospectif de la meilleure nouvelle longue 1941 pour Les routes doivent rouler

### Hommages
- Un cratère martien (en) porte son nom ; un autre, sur la Lune, porte celui d'un de ses personnages, Rhysling (Les Vertes Collines de la Terre).